# Ernst Fock
Ernst Rudolf Hermann Fock (* 28. März 1883 in Wittenfelde auf der Insel Rügen; † 28. Oktober 1967 in Göttingen) war ein deutscher Naturwissenschaftler, Pädagoge und Schulbuchautor.

## Leben
Ernst Fock studierte in Halle, Rostock, wo er seit 1902 der Alten Rostocker Burschenschaft Obotritia angehörte, und Greifswald Physik und Chemie nebst Mineralogie, promovierte mit einem landwirtschaftlich-betriebswirtschaftlichen Thema (s. u.) an der Universität Greifswald zum Dr. phil., heiratete die Oberschullehrerin Helene Martha Wrege (1884–1975) und war – nach Anstellungen u. a. am Kgl. Kaiser-Wilhelm-Realgymnasium in Berlin und an der deutschen Schule in Antwerpen – ab 1909 als Oberlehrer und ab 1927 als Oberstudienrat an der August-Viktoria-Schule (Realgymnasium) in Liegnitz in Niederschlesien tätig. Er verfasste verschiedene Schulbücher, von denen vor allem das Lehrbuch der Physik bis über die 1970er Jahre hinaus weit verbreitet war. Im Rahmen der gegenwärtigen Diskussion über die notwendigen Reformen im Bildungswesen und über die Gesamtschulen ist seine, bereits damals viel beachtete, Schrift über die Einheitsschulbewegung wieder hochaktuell.
Infolge des Zweiten Weltkriegs wurde er zunächst nach Bodenfelde in Südniedersachsen vertrieben. In Lippoldsberg gründete er 1945 zusammen mit seiner Frau die höhere Privatschule Oberweser und leitete diese bis zum Jahr 1954. Von 1948 bis 1951 gehörte er außerdem als Abgeordneter dem Kreistag des Landkreises Northeim an. Nach seiner Pensionierung wohnte er in Göttingen, wo er 1967 verstarb.

## Werke
- Ernst Rudolf Hermann Fock. 1910. Die landwirtschaftlichen Betriebsverhältnisse im Regierungsbezirk Stralsund. Berlin: E. Stein
- Ernst Fock: Lehrbuch der Physik für Ober-Lyzeen. Berlin: Salle, 1914
- Wilhelm Levin; Ernst Fock: Leitfaden der Chemie für Oberlyzeen und verwandte Anstalten. Berlin: Salle, 1918
- E. Kleffner, E. Fock.: Physik und Chemie für Lyzeen: In 3 Heften. Berlin: Salle
- Ernst Fock: Die Einheitsschul-Bewegung. Bln: Salle, 1919
- Ernst Fock: Chemie für die Oberstufe höherer Lehranstalten. Berlin: O. Salle, 1929
- Ernst Fock; Karl Weber. Lehrbuch der Physik für Oberschulen und Gymnasien. Frankfurt a. M.: Salle.